# بنجامين بينيت
بنيامين هولاند بينيت (1872 - 12 يوليو 1939) هو سياسي أسترالي. كان عضوًا في حزب العمال الأسترالي داخل مجلس نواب أستراليا من عام 1912 إلى عام 1913.
ولد بينيت في بلدة يونغ في نيوساوث ويلز وتلقى تعليمه في مدرسة يونغ سوبريور العامة. درس القانون، ولكن عندما توفي والده، مالك صحيفة Burrangong Argus، عاد بينيت إلى جريدة العائلة كمدير ومحرر ثم مالكًا. كان والد بينيت محافظًا في السياسة، إلا أن بينيت كان مؤيدًا لحزب العمال ومرشح الحزب لفترة. كان سكرتيرًا لنادي يونغ تيرف ونادي بورانغونغ تيرف لسنوات عديدة وكان رئيسًا لفرع الشباب لحزب العمال. 
تم انتخاب بينيت لمجلس النواب في انتخابات فرعية عام 1912 بعد استقالة ديفيد هول للعمل كمحامي عام لولاية نيو ساوث ويلز. توقف إصدار جريدة Argus في فبراير 1913، وبيعت أصولها إلى جريدة Young Witness. لم تدم فترة بينيت في البرلمان طويلاً، حيث أعاقت إعادة التوزيع الانتخابي فرصه في إعادة انتخابه وقرر عدم خوض الانتخابات الفيدرالية لعام 1913. 
تم تعيين بينيت كاتبًا في دائرة المسجل العام بنيو ساوث ويلز في عام 1917 وتقاعد من القسم في عام 1936.  خلال عشرينيات القرن الماضي ، كان رئيسًا لقسم الخدمة العامة في جمعية رجال الدين الأسترالية ونائب رئيس النقابة.  توفي بينيت في عام 1939 وتم حرق جثته في محرقة مقبرة روكوود.